# 花梨 (女優)
花梨（かりん、1999年4月25日 - ）は、日本の女優。所属事務所はイイジマルームで2018年に契約満了で現在はフリー

## 略歴
- 小学生のときから、ダンスを習い始める。
- 2011年5月～チバテレビ『乙女♡グッジョブ』番組内で、Spark Girls 2011を目指す9人に選出され、見事オーディションを勝ち抜きメンバー3人のうちの一人に選ばれる。
- 2012年　Spark Girls 2011のメンバーとして『Original Story』でCDデビュー。1年間の限定ユニットとして活動。
- 2013年　千葉県発ガールズグループ‘C-ZONE7’のメンバーとして主に、ライブを中心にアイドル活動開始。
- 2014年12月の活動を最後にグループを脱退し、女優業に専念。
- 2014年に以前の事務所（旧）イイジマルームへ移籍。
- 2016年3月に所属事務所の合併に伴いファイズマンエンターテイメントへ移籍。
- 2017年 ファイズマンエンターテイメントの（旧）イイジマルーム所属者移籍に伴い、（新）イイジマルームに移籍。
- 2018年イイジマルームの契約満了に伴いホームページから削除。現在はフリー。

## 出演

### テレビドラマ
- おてんこしゃんこ〜Weekly World Newsコーナー（2012年、チバテレビ） - MC
- 発足!ギャル内閣（2014年、チバテレビ） - キースケ 役
- 水球ヤンキース（2014年、フジテレビ）
- &美少女 NEXT GIRL meets Tokyo 第6話（2017年5月10日、FOD) - 麻友子 役

### 映画
- SHAKE HANDS（監督：藤井道人）
- 陽だまりの彼女（監督：三木孝浩）
- 青天の霹靂（脚本・監督：劇団ひとり）

### CM
- ファンタ（日本コカ・コーラ）
- 「それぞれの選択-俺-」篇（陸上自衛隊Ver.）

### 舞台
- ギャル内閣
- 七夕ジャンクション〜昭和篇〜
- カゴメ劇場2017

| スタブアイコン | サブスタブ | この項目は、まだ閲覧者の調べものの参照としては役立たない、俳優（男優・女優）に関連した書きかけの項目です。この項目を加筆・訂正などしてくださる協力者を求めています（P:映画/PJ芸能人）。 |